# Beat back the Hun with Liberty Bonds

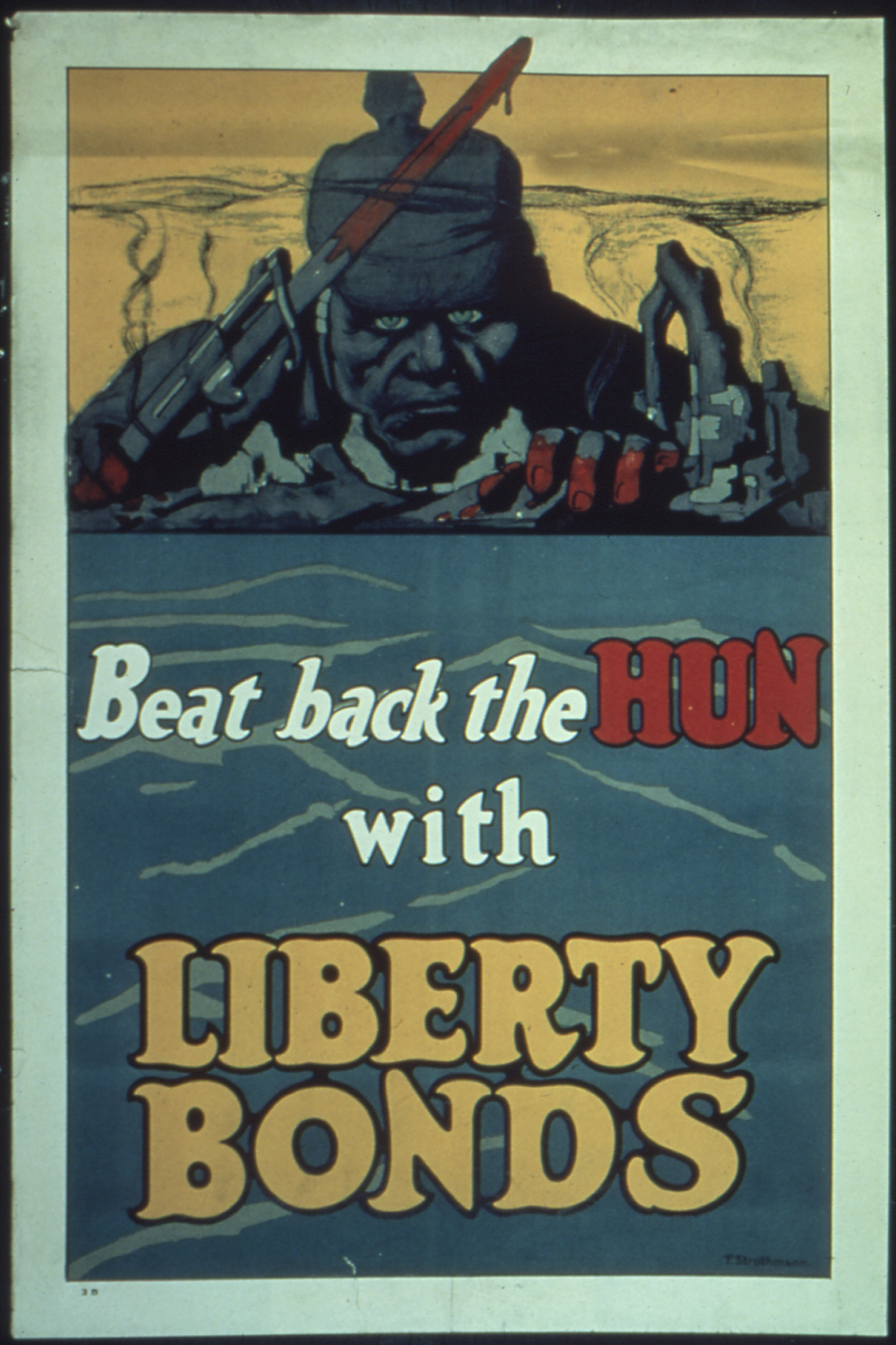
Frederick Strothmann, Beat back the Hun with Liberty Bonds

Beat back the Hun with Liberty Bonds – amerykański plakat propagandowy stworzony przez ilustratora Fredericka Strothmanna w 1918 roku.

## Opis
Plakat Strothmanna był jednym z wielu plakatów propagandowych wydawanych przez rząd Stanów Zjednoczonych w czasie I wojny światowej, aby zachęcić Amerykanów do poparcia wojny. Ten plakat przedstawia bestialskiego i ogromnego niemieckiego żołnierza w pikielhaubie, z głową i ramionami górującymi nad zniszczonym wojną krajobrazem. W prawej zakrwawionej dłoni trzyma karabin z ociekającym krwią bagnetem, natomiast zakrwawione palce lewej dłoni spoczywają na zrujnowanym budynku. Tytuł plakatu miał wzbudzić strach w Amerykanach i zachęcić ich do kupowania obligacji Liberty w celu sfinansowania wojny. 
Słowo „Hun” jest obraźliwym słowem w stosunku do Niemców, które wywodzi się z koczowniczego plemienia Hunów, znanego z barbarzyńskich i wojowniczych najazdów. Pokazywanie Niemców jako Hunów usprawiedliwiało wojnę jako walkę dobra ze złem, uosabiając Niemców jako zwierzęce, dzikie maszyny do zabijania. Być może autor sugerował się również mową wygłoszoną przez cesarza Niemiec, Wilhelma II Hohenzollerna, 27 lipca 1900 roku która przeszła do historii jako huńska mowa.